# Megastigmus quadrifasciativentris
Megastigmus quadrifasciativentris is een vliesvleugelig insect uit de familie Torymidae. De wetenschappelijke naam is voor het eerst geldig gepubliceerd in 1915 door Girault.